# Amit Goswami

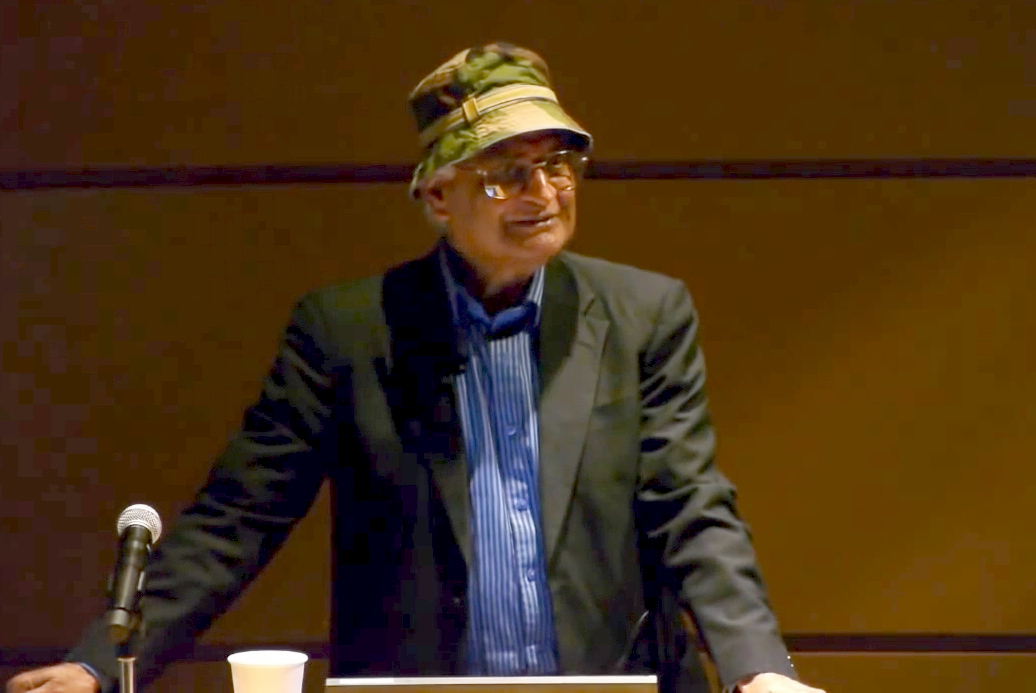
2013

Amit Goswami, född 4 november 1936, är en (pensionerad) professor i teoretisk fysik med inriktning mot kvantfysik och medvetande. Han växte upp i Indien och tog ut sin Ph.D från University of Calcutta (nuvarande Kolkata), men flyttade därefter till USA där han arbetade på University of Oregon sedan 1968. Han är särskilt känd för sin syn på medvetandet som grundläggande i universum, teorier som han utvecklat främst sedan 1980-talet och bland annat inspirerad av Advaita Vedanta och platonsk filosofi. I sina böcker har han demonstrerat hur vetenskap och spiritualism kan integreras. Efter pensionen har han tagit rollen som kvantfysik-aktivist. Goswami har skrivit flera populära böcker och även medverkat i flera filmer, om kvantfysik, medvetande och spiritualism . 

## Böcker och teser
- The Visionary Window behandlar frågan om hur vetenskap och spiritualism kan integreras.
- Physics of the Soul beskriver liv efter döden och reinkarnation.
- Quantum Creativity: Think Quantum, Be Creative (2014) är en bok om kreativitet i alla dess former.